# Donald J. Cram
Donald James Cram (n. 22 aprilie 1919, Chester⁠(d), Vermont, SUA – d. 17 iunie 2001, Palm Desert⁠(d), California, SUA) a fost un chimist american, laureat al Premiului Nobel pentru chimie (1987).
1. ↑  Donald James Cram, Hrvatska enciklopedija[*]
2. 1 2  Donald J. Cram, SNAC, accesat în 9 octombrie 2017
3. ↑  Donald J. Cram, Muzeul Solomon R. Guggenheim, accesat în 9 octombrie 2017
4. ↑  „Donald J. Cram”, Gemeinsame Normdatei, accesat în 26 aprilie 2014
5. 1 2  Donald James Cram, Brockhaus Enzyklopädie, accesat în 9 octombrie 2017
6. ↑  Donald J. Cram papers, 1937-2002 (PDF) (în engleză), Online Archive of California[*], p. 2
7. ↑  Find a Grave, accesat în 29 iunie 2024
8. ↑  Donald J. Cram, Encyclopædia Britannica Online, accesat în 9 octombrie 2017
9. 1 2  Autoritatea BnF, accesat în 10 octombrie 2015
10. ↑  ]][[Categorie:Articole cu legături către elemente fără etichetă în limba română
11. ↑  Google Cărți
12. ↑  „Donald J. Cram”, Gemeinsame Normdatei, accesat în 31 decembrie 2014
13. ↑  „Cram, Donald J.”, ]][[Categorie:Articole cu legături către elemente fără etichetă în limba română (în engleză), Encyclopedia.com[*]
14. ↑  ]][[Categorie:Articole cu legături către elemente fără etichetă în limba română
15. ↑  Notable Names Database
16. ↑   http://www.nasonline.org/member-directory/deceased-members/56650.html Lipsește sau este vid: |title= (ajutor)
17. ↑   https://scalacs.org/?page_id=1081 Lipsește sau este vid: |title= (ajutor)
18. ↑  The Nobel Prize in Chemistry 1987 (în engleză), nobelprize.org, accesat în 20 ianuarie 2021
19. ↑  Table showing prize amounts (PDF) (în engleză), Fundația Nobel, aprilie 2019, accesat în 20 ianuarie 2021
20. ↑   https://chicagoacs.org/Willard_Gibbs_Award Lipsește sau este vid: |title= (ajutor)
21. ↑   https://scalacs.org/?page_id=20 Lipsește sau este vid: |title= (ajutor)
22. ↑   https://www.seaborg.ucla.edu/previous_recipients.html Lipsește sau este vid: |title= (ajutor)
23. ↑   https://www.acs.org/funding/awards/roger-adams-award-in-organic-chemistry/past-recipients.html Lipsește sau este vid: |title= (ajutor)